# Comuna Verbîțea, Jîdaciv
Verbîțea (în ucraineană Вербиця) este o comună în raionul Jîdaciv, regiunea Liov, Ucraina, formată din satele Sadkî, Suhriv, Verbîțea (reședința) și Vovceatîci.

## Demografie
Componența lingvistică a comunei Verbîțea
     Ucraineană (99,49%)
     Alte limbi (0,34%)
Conform recensământului din 2001, majoritatea populației comunei Verbîțea era vorbitoare de ucraineană (99,49%), existând în minoritate și vorbitori de alte limbi.